# 千鳥 (お笑いコンビ)
千鳥（ちどり）は、吉本興業所属のお笑いコンビ。2000年7月結成。M-1グランプリ2003・2004・2005・2007ファイナリスト、日清食品 THE MANZAI2012・2013 準優勝。

## メンバー

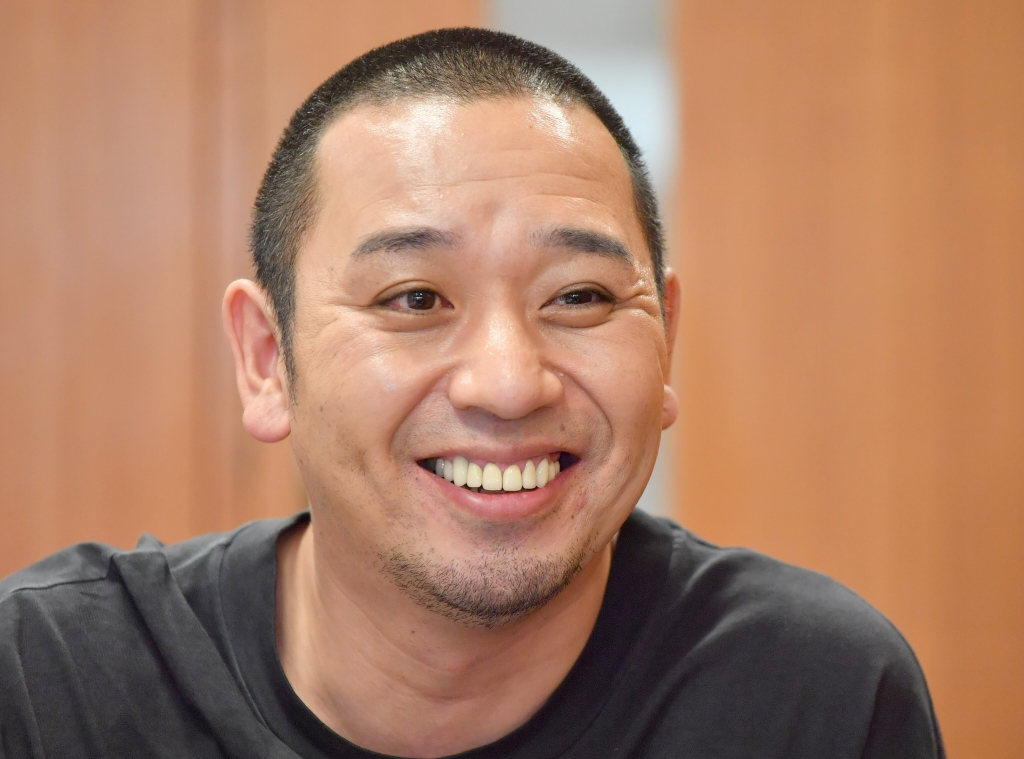
大悟

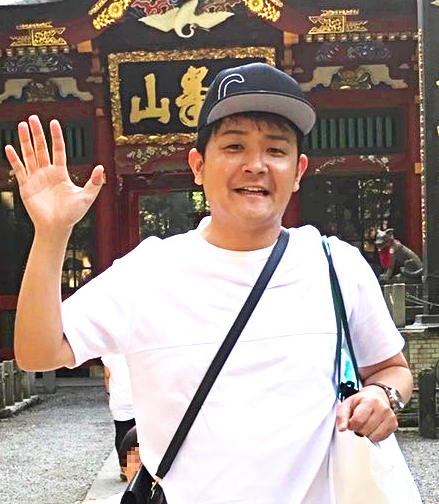
ノブ

大悟（1980年3月25日 - ）（45歳）
ボケ担当、立ち位置は向かって左。

ノブ（1979年12月30日 - ）（45歳）
ツッコミ担当、立ち位置は向かって右。

## 来歴
NSCにおいて大阪校21期および東京校4期と同期扱い。コンビ名の由来は2人して笠岡高等学校（通称・“千鳥”）へ入学したかったが、入れなかったために憧れて名付けた（2人とも笠岡商業高校卒業）。
高校でのソフトボールの授業中、ふざけて打席でバットを振り回して構えた大悟にノブが「お前ドミニカ出身か!」とツッコみ、それに大悟が興味を持ったのが交友の始まりとなった。
高校卒業後、大悟は大阪に出て、ピン芸人として活動。大悟は大手電機メーカーで働いていたノブを誘い、2000年に大阪でコンビ「千鳥」を結成。笑い飯らとともにインディーズライブ「魚群」に出演し、baseよしもとのオーディションに合格。
2003年12月、『M-1グランプリ』決勝戦に出場。トップバッターで最下位に終わったが、知名度は大きく上昇し、大阪でブレイク。2004年10月以降はbaseよしもとの「トップ組」に昇格した。
2008年4月、「ガンガンライブFINAL」を以てbaseよしもとを卒業。
2011年1月、岡山県観光連盟から「岡山県観光特使」に任命された。
2012年、レギュラー11本のほとんどを降板して大阪から東京へ拠点を移す。しばらくは2人揃って家族を大阪に残して単身赴任で生活していたが、現在は家族と共に東京で生活している。
2012年4月からフジテレビのバラエティ番組『ピカルの定理』に西内まりや、加賀美セイラと共に新メンバーとしてレギュラー出演。千鳥にとって初の全国ネットのレギュラー番組となったが、その後、視聴率は低迷し2013年9月に終了した。
2015年2月3日、おかやま晴れの国大使に就任。また岡山県知事である伊原木隆太が千鳥と組み、岡山県PRの限定ユニット『もんげーボーイズ』を結成した。
2014年1月からテレビ埼玉の『いろはに千鳥』が放送開始。東京進出後に初めて持った冠番組であり、現在も続く人気番組となっている。2016年7月にテレビ東京で『NEO決戦バラエティ キングちゃん』が放送開始。在京キー局でMCを務めた初の番組である。その後、2017年に第2期、2018年に第3期が放送された。
『満天☆青空レストラン』や『笑神様は突然に…』でのロケなどがきっかけとなり、2017年末に発表された「2017ブレイクタレントランキング」（ニホンモニター）で5位となった。2017年の番組出演本数は337番組で、増加番組数は175番組だった。
2018年4月、『相席食堂』（朝日放送テレビ）が放送開始。関西ローカルの番組ながら、TVerやAmazonプライム・ビデオでの配信によりSNS上で話題を集め、2021年2月には、全国ネット（テレビ朝日系）のゴールデンタイムで2時間スペシャルが放送された。

## エピソード

### M-1グランプリ
2003年
- 初めて決勝戦に進出したものの、トップバッターで最下位に終わる。当時の敗退コメントを2017年5月3日放送の『水曜日のダウンタウン』「芸人が今までで一番スベった瞬間 逆に面白い説」にて、2人が「一番スベった瞬間」として取り上げた。
  - しかし、これをきっかけに彼らはブレイク。数多くのバラエティ番組に出演し、2004年10月以降はbaseよしもとの「トップ組」に属するなど大きな飛躍を見せた。

2004年
- 昨年に続き決勝戦進出を果たすも、2年連続でトップバッターからの最下位という屈辱を味わう。審査員のラサール石井は「ネタは好きです。面白い。ただ、中盤、後半からもう一展開欲しかったことは事実。中盤でずっと押しすぎたような気がします」と述べた。

2005年
- 敗者復活戦からの決勝戦進出を決めたが、6位に終わる。石井からは「まず、ありえない設定から入ってるじゃないですか。そこからあそこまで持っていくのが凄い。で、9合目くらいまでは行ったんですけどね。後1つがなんかちょっと最後、爆発できなかったかな」と評された。

2007年
- 2年ぶりの決勝戦進出。「囁き漫才」というスタイルを取り入れたが、裏目に出て8位に終わった。審査員の島田紳助から「今日見てきた芸人全員もそうだが、すごくいいところとネタが雑なところがはっきりと分かり、どっちをとって評価すべきかで迷ってしまう。彼らの場合も、ネタの冒頭を見た時は95点を付けようと思ったが、時間と共にフェードアウトしてしまった」、オール巨人（オール阪神・巨人）からは「囁き漫才なんて今時する若手漫才師はいないし、ネタは好きだが、オチのあれはいらなかった。あれがなければ、もっと僕の点数は高かった」と評された。

### 日清食品 THE MANZAI
『日清食品 THE MANZAI』には2011年から2013年まで3度出場し、いずれの大会でもファイナルラウンドまで進出するも、優勝を逃している。コンテスト形式で最後の実施となった2014年大会は欠場。
2014年2月23日に発表された「第14回ビートたけしのエンターテインメント賞」にて、ビートたけしからは「『THE MANZAI』でも毎回優勝だと思っている」「実力は申し分ない」「俺の中では千鳥だ」などと絶賛された。
2011年
- 本戦サーキット5位で決勝大会進出。ファイナルラウンドまで残ったが、結果は3位となった。
- 今大会での決勝大会進出をきっかけに、『もしものシミュレーションバラエティー お試しかっ!』『ロンドンハーツ』『アメトーーク!』など、全国ネットのテレビ番組への出演が増加するようになる。

2012年
- 2回の本戦サーキット共に1位を獲得し、総合1位で決勝大会進出。さらに2年連続でファイナルラウンドまで進んだが、ハマカーンに大差で敗れ、2位に終わる。
- 2人はかなりの手応えを覚えたようで、最終決戦前には「売れた売れた」と舞台袖でヘラヘラしていたと述べた。特に本格的に東京進出して最初の大会であっただけに「ブレイクし損ねた」「テレビでハマカーン見る度に思い出して手が痺れる」とネタにしていた。

2013年
- 2回の本戦サーキット共に2位を獲得し、総合2位で決勝大会進出。さらに3年連続のファイナルラウンド進出を果たしたが、ウーマンラッシュアワーに敗れ、2年連続の2位となった。

## 賞レース成績・受賞歴など

### M-1グランプリ（成績）
| 年     | 結果       | エントリーNo. | 決勝戦キャッチコピー | 備考                   |
| ------ | ---------- | ------------- | -------------------- | ---------------------- |
| 2001年 | 2回戦敗退  | 16            |                      |                        |
| 2002年 | 準決勝敗退 | 258           |                      |                        |
| 2003年 | 決勝9位    | 1885          | 無印（ノーマーク）。 |                        |
| 2004年 | 決勝9位    | 2585          | リベンジ             |                        |
| 2005年 | 決勝6位    | 3348          |                      | 敗者復活組             |
| 2006年 | 準決勝敗退 | 3894          |                      |                        |
| 2007年 | 決勝8位    | 4210          | オレ流漫才           |                        |
| 2008年 | 準決勝敗退 | 4458          |                      |                        |
| 2009年 | 準決勝敗退 | 4595          |                      |                        |
| 2010年 | 準決勝敗退 | 4809          |                      | ラストイヤー、予選22位 |

### 日清食品 THE MANZAI（成績）
| 年     | 結果        | エントリーNo. | 備考              |
| ------ | ----------- | ------------- | ----------------- |
| 2011年 | 決勝大会3位 | 330           | 本戦サーキット5位 |
| 2012年 | 決勝大会2位 | 1722          | 本戦サーキット1位 |
| 2013年 | 決勝大会2位 | 1836          | 本戦サーキット2位 |
| 2014年 | 不参加      |               |                   |

### その他（成績・受賞歴）
- 2003年 第24回ABCお笑い新人グランプリ 新人賞
- 2004年 第25回ABCお笑い新人グランプリ 最優秀新人賞
- 2004年 平成16年度NHK新人演芸大賞 演芸部門 本選進出
- 2005年 第35回NHK上方漫才コンテスト 優秀賞
- 2007年 第37回NHK上方漫才コンテスト 優秀賞
- 2011年 第46回上方漫才大賞 奨励賞
- 2013年 第48回上方漫才大賞 大賞
- 2018年 GQ Men of the Year 2018 コメディアン・オブ・ザ・イヤー賞[13]

## 出演

### テレビ
現在

#### レギュラー番組
- いろはに千鳥（2014年1月10日 - 、テレビ埼玉）- MC
- にちようチャップリンシリーズ（2017年4月9日 - 、テレビ東京）[14] - 進行
- 相席食堂（2018年4月8日 - 、朝日放送）- MC
- テレビ千鳥（2019年4月 - 、テレビ朝日）- MC
- 火曜は全力!華大さんと千鳥くん（2021年4月6日 - 、関西テレビ）- MC[注釈 6]
- 千鳥vsかまいたち→千鳥かまいたちアワー→千鳥かまいたちゴールデンアワー（2021年1月24日 - 3月28日・2021年10月2日 - 、日本テレビ）- MC[注釈 7]
- 千鳥の鬼レンチャン（2022年5月1日 - 、フジテレビ）- MC
- 酒のツマミになる話（2024年2月9日 - 、フジテレビ）- MC[注釈 8]
- すぽると! （2024年3月31日 - 、フジテレビ）- キャプテン

不定期出演番組
- アメトーーク!（テレビ朝日）
- ラヴィット!（2021年 - 、TBS）- 年1回、4月下旬に出演。

過去
- 大阪フジワラリゾート（2003年4月 - 9月、テレビ大阪）
- 百万馬力「千鳥じゃ!! 〜伝説の38マイクを求めて〜」（2004年8月7日 - 9月25日、朝日放送）
- ワイ!ワイ!ワイ!（2004年10月 - 2005年11月、ヨシモトファンダンゴTV）
- お叱りください!（2005年1月 - 2月、朝日放送）
- オモシロ好奇心☆どろんぱ!（2005年4月 - 9月、読売テレビ）
- 麒麟・千鳥の二笑流TV（2005年5月 - 2006年10月、GAORA）
- 新喜劇ボンバー!!（毎日放送）
- せやねん!（2006年10月14日 - 2008年8月29日：第2部のみ出演、2008年9月6日 - 2012年3月31日：第1部・第2部出演[注釈 9]、2012年4月14日 - 2012年9月29日：第1部・第2部隔週出演、本格的に東京進出するため降板。その後、2013年11月16日・12月28日放送で第2部のみ出演、毎日放送）
- 千鳥のぼっけぇTV!（2006年11月1日 - 2012年3月18日、GAORA）
- 脳天直撃ヒーロー じまんガ～Z→となりのヒーロー じまんガ〜Z（2006年 - 2007年6月、山陽放送）
- イブニングDonDon（2007年7月 - 9月、山陽放送） - 火曜隔週レギュラー
- なるトモ!（読売テレビ） - 金曜日隔週レギュラー
- ちちんぷいぷい（毎日放送） - 月曜隔週→金曜隔週
- 今ちゃんの「実は…」（2008年 - 2019年、朝日放送）- 準レギュラー
- 笑い飯・千鳥の舌舌舌舌（2009年4月 - 2013年4月、サンテレビ）
- ほっとけ!3人組（2011年4月 - 2012年4月、朝日放送）
- 爆裂バラエティー シャバダバの空に（2011年4月 - 2013年3月25日、関西テレビ）
- プリ♥プリ→プリプリ（2012年4月 - 2013年3月15日、毎日放送）
- 流行りん♥モンロー!（2012年4月23日 - 9月17日、関西テレビ）
- ピカルの定理（2012年4月 - 2013年9月、フジテレビ）- 3rdシーズンからレギュラー
- BS吉テレ イベンジャーズ（2013年4月3日 - 2014年3月26日、BS日テレ） - 水曜MC
- ニッポン元気計画! 眠れるスター目覚ましバラエティ“ハックツベリー”（2014年4月19日 - 2015年9月26日、テレビ東京）
- ちゃちゃ入れマンデー（2014年4月28日 - 2015年3月23日、関西テレビ）
- Let's天才てれびくん（2014年度 - 2016年度、NHK Eテレ） - 現地調査アンドロイド「ノブ13号」、「大悟14号」として出演
- ラジオな2人（2015年3月2日 - 9月22日、Dlife）- 月曜レギュラー
- 次世代アイドル発掘バラエティー 人気者になろう!（2015年7月3日 - 9月18日、日本テレビ）- MC
- ラジオな2人 リレー（2015年10月4日 - 2016年9月18日、Dlife）[15]
- 街頭TV 出没!ひな壇団（2015年10月24日 - 2021年3月27日、中国放送）- MC
- NEO決戦バラエティ キングちゃん（2016年7月19日 - 12月20日・2017年4月11日 - 6月20日・2018年1月16日 - 3月20日、テレビ東京）- MC[16][17][18]
- BAZOOKA!!!（2017年1月9日 - 2019年8月26日、BSスカパー!）[19] - MEMBER
- 天才てれびくんYOU（2017年度 - 2019年度、NHKEテレ）- 守守団研究員
- それ、古いっすよ。（2017年5月2日 - 5月23日、テレビ朝日）
- イッテンモノ!（2017年8月27日 - 2018年9月27日、テレビ朝日）- MC
- シャド場 〜シャドウバースで繋げるゲームバラエティ〜（2017年10月6日 - 2019年3月30日、TOKYO MX）- コーナーレギュラー
- 千鳥の東京路地裏大クセ探訪（2017年12月4日 - 12月18日、テレビ朝日）
- 世界の村のどエライさん（2018年1月15日 - 9月10日、関西テレビ） - 山崎育三郎と高見侑里と共にMC[20]
- 青春高校3年C組（2018年4月10日 - 2020年3月6日、テレビ東京）- 火曜日担当隔週MC
- 旅サンデー・千鳥の路地裏探訪（2018年4月29日 - 10月7日、テレビ朝日）- 月1回のレギュラー企画
- 大悟を探せ（2018年5月2日 - 7月25日、毎日放送）
- 千鳥の”個性がすごい“ヒロアカピックアップ（2018年5月21日 - 6月15日、読売テレビ）[21]
- 天職サーチ 千鳥のジョブラバーズ（2018年10月7日  - 2019年9月27日、朝日放送）- MC
- パラ×ドキッ!（2019年4月7日 - 2020年9月13日、NHKBS1）- MC
- 華丸大吉&千鳥のテッパンいただきます!（2019年10月 - 2021年3月、関西テレビ）- MC
- クイズ!THE違和感（2020年4月 - 2022年9月12日、TBS）- ノブはMC[注釈 10]、大悟は解答者
- 千鳥のクセがスゴいネタGP→千鳥のクセスゴ!（2020年10月8日 - 2025年3月2日、フジテレビ）- MC
- 千鳥のスポーツ立志伝（2020年12月23日 - 2022年3月16日、NHK BS1）- MC
- 千鳥の出没!ひな壇団（2021年4月3日 - 2022年3月19日、中国放送）- MC

特番
現在
- ドリーム東西ネタ合戦（2014年1月1日 - 、TBS）- 西軍メンバー
- THE MANZAI マスターズ（2016年12月18日 - 、フジテレビ）
- 運搬千鳥 それ、どうやって運ぶんじゃ?（2020年4月19日 - 、東海テレビ）- MC

過去
- ダイ麒千飯（2004年2月26日、関西テレビ）
- 千鳥パーティ!夏じゃ!!美女じゃ!!ウハハじゃ!?（2007年8月24日、朝日放送）
- 千鳥のモテるTV（2011年3月19日、朝日放送）- MC
- 品川・千鳥のラブリー芸人家族（2011年8月8日 - 10月24日、朝日放送）- MC
- 笑神様は突然に…（2012年7月28日 - 2013年3月22日・2015年12月23日 - 2024年1月1日、日本テレビ）- チーム千鳥 進行
- 家族応援バラエティーかわいい子には千鳥旅（2012年8月14日、朝日放送）- MC
- ヨルスパ!（関西テレビ）
  - “恋愛”合コンバラエティー ワケあり姫とフェチ王子（2012年9月29日）- MC
  - 業界ベストセラー 〜本からニッチな世界を覗き見るTV〜（2017年9月25日）- MC
- 千鳥のおもしろツライ話 買い取ります!（2013年1月31日 - 2016年12月25日、読売テレビ）- 買い取り屋
- 千鳥・友近のR-1ぐらんぷり応援宣言 小料理おひとり様（2013年10月13日・12月30日、関西テレビ）- MC
- 千鳥と笑う芸能人 いやいやワシらで大丈夫ですか?（2014年1月4日、朝日放送）- MC
- 大決断!どっ千鳥じゃ〜!!夏終わらんといてSP（2014年8月25日 - 29日、読売テレビ）- MC
- 笑い飯千鳥の地域活性TV ひと肌脱ぎます!（2015年1月11日、毎日放送）
- 千鳥の新ぶらり研究所（2015年9月26日、関西テレビ）
- フリーチャンネル緊急指令!ロケ交渉人 〜アブない現場に突撃せよ〜（2016年2月20日、朝日放送）- MC
- ネクストブレイク「教科書になった!?ネタ合戦」（2016年6月2日、日本テレビ）- MC
- いらんもん?TV（2016年10月11日、読売テレビ）- MC
- バナナマンの誰も知らないスポーツの世界（2016年11月15日 - 2017年12月27日、テレビ東京）- 解答者
- 全力×美少女スタイル2017（2017年1月23日、関西テレビ）- MC
- 漫才スプリング（2017年3月19日 - 2019年3月18日、テレビ大阪）- 千鳥軍 キャプテン
- ニュースわかり亭 〜現代を知る演芸場〜（2017年3月20日、NHK BS1）- MC
- 千鳥&銀シャリの大阪杯G1満喫旅行社（2017年3月28日 - 30日、関西テレビ）- MC
  - 千鳥&銀シャリの日本ダービー満喫居酒屋 （2017年5月23日 - 27日、関西テレビ）- MC
  - 千鳥&銀シャリの有馬温泉満喫ツアー（2017年12月19日 - 23日、関西テレビ）
- 千鳥の大阪一番リサーチ社（2017年4月1日、毎日放送）- MC
- 1億人のスマホ写真「千鳥に見せて」（2017年6月26日・7月24日、CBCテレビ）- MC
- 脳みそQ!正解ポヨ〜ン（2017年6月29日、日本テレビ）- MC
- キタイチ（テレビ朝日）
  - イッテンモノ!（2017年7月4日 - 8月8日）- MC
  - シティコレクション（2017年8月15日・22日）- MC
  - 全部ワタシが問題です（2018年6月16日）- MC[22]
  - あの時、どうなった?（2018年10月30日・11月6日）- MC
- 千鳥がまさか音楽バラエティ!? イチバンソング（2017年8月28日、関西テレビ）- MC
- 千鳥の歩き方 平成の銀ブラはクセがすごいんじゃ!（2017年9月24日、岡山放送）- MC
- たけしのよくできてるTV（2017年10月1日、テレビ東京）- 進行
- マジかっ!!探し物クレイジー あなたは何者?（2017年10月7日、朝日放送）
  - マジかっ!!探しもんデンジャラス あなたは何者?（2018年10月20日、朝日放送）
- 千鳥のハンターおとも旅（2017年10月25日 - 2018年4月2日、テレビ朝日）- MC
- 千鳥のニッポン!リレーバトル 〜静岡・広島のクセがスゴイ〜（2017年10月7日、静岡朝日テレビ・広島ホームテレビ）
- 落ちましておめでとうございます! 落とし穴未経験の芸能人・落ち初め大連発SP（2018年1月1日、テレビ東京）- MC
- 身を削って言っちゃいます（2018年1月4日、フジテレビ）- MC
- 相席食堂 〜ついて行ったらチョメチョメじゃった〜（2018年1月4日、朝日放送）- MC
- 村長サミット〜こんな村イイネ〜（2018年1月20日、テレビ朝日）- MC[23]
- STU48×千鳥 瀬戸内少女応援団（2018年1月29日・2019年3月4日、関西テレビ）- MC
- 激ウマ 怪盗有吉瀬戸内の絶品グルメを狙え!（2018年2月10日、中国放送）- 千鳥海賊団 リーダー
- トモテレ presented by au（2018年2月10日、テレビ東京・BSジャパン）- MC
- 千鳥の大クセ写真館（2018年3月16日、テレビ朝日）- MC
- KANGEI（2018年3月24日、TBS） - MC[24]
- 千鳥の泊まれ!ゴーイング・マイ家（2018年4月3日、読売テレビ）- MC
- 偏見を打ちやぶれ!ナノニーちゃん（2018年4月19日・5月3日、CBCテレビ）- MC
- ニチファミ!「ニッポングルメ番付2018春」（2018年4月22日、フジテレビ）- MC
- 漫才Lovers（2018年7月15日 - 2023年、読売テレビ）- MC
- ロケ芸人最強決定戦 外王（2018年8月15日・2019年3月17日、フジテレビ）- MC
- #そのつぶやき、くわしく教えてくれませんか?（2018年8月20日・27日、テレビ東京）- ノブはMC 大悟はコメンテーター
- FNS27時間テレビ にほん人は何を食べてきたのか?（2018年9月9日、フジテレビ）-「さんまのお笑い向上委員会」パネラー
  - FNS27時間TV 鬼笑い祭（2023年7月22日・23日、フジテレビ）- 総合司会[注釈 11]
  - FNS27時間テレビ 日本一たのしい学園祭!（2024年7月20日、フジテレビ）- 「千鳥の鬼レンチャン」MC
- 宮川大輔と千鳥を有名人がご案内!極上☆信州ナビ旅（2018年9月14日、テレビ信州）
  - 有名人特製ナビで行く!宮川千鳥の極上〇休み（2019年7月13日・2021年2月27日、テレビ信州）
- 千鳥の知らなきゃ損する新常識（2018年9月22日、関西テレビ）- MC
- 時事ネタ王 〜ニュースVS芸人〜（2018年12月22日・2019年12月23日、NHK総合）- MC
- 千鳥の「話の引き出し」（2018年12月29日・2019年5月18日、関西テレビ）- MC
- 千鳥の日本で一番しあわせ家族（2018年12月30日・2019年12月22日、NHK総合）- MC
- サンド&千鳥ってイイ意味でヤバい夫婦（2018年12月31日、テレビ朝日）- キャプテン
- 有名人が情報解禁!千鳥のドッカン!ジブン砲（2018年12月31日 - 2019年10月4日、フジテレビ）- MC
- 歴史バラエティ「いだてんが駆け抜けた時代」（2019年1月4日、NHK総合）- ノブは司会 大悟はゲスト[25]
- 異端寺 突きつめたらこうなった（2019年1月12日、朝日放送）- MC
- 千鳥の大漫才（2019年1月13日・2020年1月20日、関西テレビ）
- おもしろ算数バラエティ ちどり式（2019年1月19日、朝日放送）- MC
- 妄想!わがまマンガ（2019年2月16日、フジテレビ）- MC[26]
- ytv漫才新人賞（2019年3月3日 - 2023年3月19日、読売テレビ）- MC
- 急上昇↑ZOOチューバー（2019年3月21日、NHK総合）- MC
- 借金、チャラにします。（2019年3月26日、TBS）- MC
- 千鳥の新聞沙汰になりました（2019年4月1日・9月28日、フジテレビ）- MC
- 凄技!仮スマ動画（2019年5月26日 - 2020年4月28日、日本テレビ）- ノブはMC、大悟はパネラー
- 千鳥もビックリ!!イマドキのお遍路はじめませんか?（2019年6月9日、RSK山陽放送）- MC
- 〜痩せた分だけ金になる〜 ドリームダイエット!（2019年6月21日、フジテレビ）- MC
- 芸能人ポンコツ脱出GP 〜笑って泣いてできない自分を乗り越えろ!〜（2019年7月12日、テレビ東京）- MC
- 大悟道 〜これが千鳥の生芝居〜（2019年8月10日、NHK総合）
- 日曜ビッグバラエティ（テレビ東京）
  - “あの集合写真をもう一度”〜だいぶ経ったよ全員集合〜（2019年8月11日、テレビ東京）- MC
- 千鳥の気になる!離島重大ニュース 〜やっぱ、島はえぇ。〜（2019年8月24日、フジテレビ）- MC
- 奇跡のひっそり観光地（2019年9月14日 - 2020年7月19日、テレビ東京）- 進行
- 環瀬戸特番「よる7時の千鳥港、半端ないってよ。」（2019年9月25日、中国放送）- MC
- ニッポンの超絶技巧!直美&千鳥のこまったときのお直しさん（2019年9月27日、フジテレビ）- MC
- 千鳥の気になる新常識（2019年12月21日、関西テレビ）- MC
- 新春!千鳥ちゃん 酔いどれお笑い王&毒出しタクシー（2020年1月1日、テレビ東京）- MC
- しぶこと千鳥のナイスパーじゃな!（2020年1月4日、テレビ東京）- MC
- プロ野球No.1決定戦!バトルスタジアム（2020年1月4日、読売テレビ）- アリーナMC
- サンバリュ（日本テレビ）
  - 芸能界私物大放出バラエティー ボーダー!オークション（2020年2月23日）- MC
- 東野・千鳥のうちのパパはお笑い芸人 家族で漫才（2020年2月29日・2021年3月5日、フジテレビ）- ノブはMC、大悟は審査委員長
- 千鳥のクセがスゴいネタGP（2020年5月30日・8月15日、フジテレビ）- MC
- なんでこの人と結婚したんですか?（2020年8月29日、フジテレビ）- MC
- 3人たどって千鳥にタッチ 〜瀬戸内はみな家族じゃ〜（2020年9月23日、中国放送）- MC
- 千鳥の鬼レンチャン（2020年10月9日 - 2021年12月29日、フジテレビ）- MC
- 千鳥の対決旅（2020年11月29日 - 2021年10月10日、フジテレビ）- ノブはMC、大悟は旅人
- 正月千鳥（2021年1月3日、中京テレビ）- MC
- 千鳥vsかまいたち（2021年1月3日・4月19日、日本テレビ）- MC
- 万年2番手だった麒麟川島が転生したら千鳥おぎやはぎ山里を従えるメインMCだった件（2021年3月22日、テレビ東京）- 従者
- お笑いオムニバスGP（2021年5月9日 - 2024年1月2日、フジテレビ）- お笑い見届け人
- 千鳥のニッポン未来島（2021年6月6日、RSK山陽放送）- MC
- FNSラフ&ミュージック 〜歌と笑いの祭典〜（2021年8月28日・29日、フジテレビ）- アシスタントサポーター
- 千鳥の芸人C-1グランプリ（2021年9月3日、テレビ朝日）- MC
- 千鳥のかいつまんで教えてほしいんじゃ!（2021年11月1日 - 2022年10月31日、TBS）- MC
- バラエティ司会者芸人夢の共演スペシャル（2021年11月7日 - 2024年2月17日、テレビ朝日）- コーナーMC
- 笑って年越したい!!笑う大晦日（2021年12月31日、日本テレビ）- MC
- 日本のドン（2022年3月21日・7月20日、TBS）- MC[27]
- 千鳥の幸せ福引き旅（2022年3月22日・2023年3月27日、NHK総合）[28]
- FNS鬼レンチャン歌謡祭（2024年5月29日、フジテレビ）- 見届け人
- 千鳥かまいたちゴールデンアワー（2025年3月11日・29日、日本テレビ）- MC

### ラジオ
過去
- ゴーゴーモンキーズ（2004年10月 - 2005年9月、毎日放送）
- グーグーモンキーズ（2005年10月 - 2006年3月、毎日放送） - パーソナリティー
- おもしろGP喜利王（2005年10月 - 2006年3月、毎日放送）
- 千鳥のなんしょんなぁ!（2006年7月 - 2006年9月（不定期）、朝日放送〈現：朝日放送ラジオ〉）
- NMB48学園〜教えて千鳥先生〜（2011年4月9日 - 2012年3月、朝日放送〈現：朝日放送ラジオ〉）
- 松井愛のすこ〜し愛して★（毎日放送）
- アッパレやってまーす! 火曜日（2015年5月19日 - 2017年4月4日、毎日放送）[注釈 12]
- 千鳥のオールナイトニッポンR（2013年11月2日、ニッポン放送）
- 千鳥のオールナイトニッポンPremium（2018年1月5日、ニッポン放送）
- 佐久間宣行のオールナイトニッポン0(ZERO)（2019年6月12日・2022年3月9日・2023年10月18日、ニッポン放送）
- 川島明のねごと（2021年11月14日、TBSラジオ）
- ゴッドアフタヌーン アッコのいいかげんに1000回（2022年4月23日、ニッポン放送）

### テレビドラマ
- ナショナル劇場50周年記念特別企画スペシャル 水戸黄門2時間SP 「揺れる将軍後継!波瀾万丈の甲州路」（2006年3月13日、TBS） - 千鳥：客 役

### テレビアニメ
- ポケットモンスター（2020年12月4日、テレビ東京） - ダゲキ 役（大悟）、ナゲキ 役（ノブ）

### 劇場アニメ
- 夜明け告げるルーのうた（2017年、東宝） - 江曽島 役（大悟）、髭反大 役（ノブ）[29]

### 吹き替え
- TAXi ダイヤモンド・ミッション（2019年、アスミック・エース） - マルコ 役（大悟）、イシェム 役（ノブ）[30][31]

### CM
- 資生堂「uno」（2006年）
- P&G
  - ファブリーズ（2017年 - 2021年 2025年 - ）- 17年から21年まではノブのみ。25年はファブルンジャーとして2人で出演。
  - 車のファブリーズ（2018年 - 2020年 2023年 - ）- 18年はノブのみ、20年はコンビ、23年からは大悟のみが出演。
  - トイレのファブリーズ（2018年 - ）- 18年から24年までは研究員 役としてノブのみが出演。
  - 置き型ファブリーズ（2020年）- 大悟のみ。
  - ファブリーズ速乾ジェット（2024年 - ）- 2人がファブルンジャーとして出演。
  - お風呂のファブリーズ（2025年 - ）
- Indeed（2017年12月 - 2020年）[32][33]ノブは斎藤工と共演し、大悟は単独出演。以後のCMでは、大悟が斎藤や泉里香と共演。
- LINE digital Frontier「LINEマンガ」（2018年）
- スマートニュース（2018年 - 2020年）
- コシダカホールディングス「カラオケ まねきねこ」（2018年）
- 江崎グリコ「つぶつぶいちごポッキー」（2019年）
- 岡山ダイハツ （2019年 - 2021年3月）
- ヴィエリス「キレイモ」（2019年 - 2021年）
- ソフトバンク「勝手にHERO’S」（2020年 - 2021年）
- タマホーム（2020年）
- 中国電力「エネルギアチェンジ2030」（2020年 - ）
- ダイハツ工業「タフト」（2020年 - 2021年5月）- 大悟はキャラクター「タフトン」の声、ノブはナレーションを担当。
- アサヒ飲料「WONDA」（2021年 - 2022年3月）[34]
- 新生フィナンシャル「レイク」（2022年 - ）
- サントリー
  - 196℃ ストロングゼロ（2022年 - 2022年12月、2024年3月 - ）22年10月から12月までは、大悟がTVCM・ノブがWebCMに出演していた。
  - -196°C 無糖（2024年 - ）
- Archosaur Games「きらめきパラダイス」（2022年 - 2023年）
- 京楽産業.「ぱちんこ 新・必殺仕事人」（2023年）
- 亀田製菓
  - 亀田の柿の種（2023年）
  - ハッピーターン（2023年）
- ミツカン
  - 麺と鍋（2023年 - 2024年）
  - 辛屋（2023年 - 2024年）
- 任天堂「Nintendo Switch 超おどる メイド イン ワリオ」（2023年 - 2024年）
- 洋服の青山「安心おまとめセット」（2024年）[35]
- ウィンチケット「WINTICKET」（2024年 - ）

### ネット配信
- 火花（2016年6月3日、Netflix）[36]
- 千鳥のラブホテル探訪（2017年3月 - 8月、AbemaTV）全5回
- 特攻フルスインガー（2017年8月11日 - 10月6日、Amazonプライム・ビデオ）[37]
- HITOSHI MATSUMOTO presents ドキュメンタル（2017年、Amazonプライム・ビデオ）- シーズン4出演
- チャンスの時間（2018年4月18日 - 、AbemaTV）[38] - MC
- 千鳥のロコスタ（2019年2月5日 - 2022年2月5日、GYAO!）- MC
- 千鳥のニッポンハッピーチャンネル（2019年11月29日 - 、Amazonプライム・ビデオ）- MC
- 千鳥presents「Diego〜ディエゴ〜」無限ツッコミの館編（2021年12月24日 - 、FANYチャンネル）- MC
- トークサバイバー!（2022年3月8日 - 、Netflix）- ノブはMC、大悟はキャスト
- 千鳥presents「Diego〜ディエゴ〜」シーズン2 永久地獄巡り編（2023年3月24日 - 、FANYチャンネル）- MC
- 最強新コンビ決定戦 THE ゴールデンコンビ（2024年10月31日、Amazonプライム・ビデオ）- MC[39]

### ミュージックビデオ
- 藤川千愛「あの日あの時」ミュージックビデオ（2019年）- ノブのみ（ミュージックビデオの出演・初の作詞）[40]

### その他
- P&G ファブリーズ 千鳥が行く!ルート931の旅。（2017年）

## CD
- オムニバスアルバム(DVD付き)「TKプロジェクト ガチコラ」（2006年7月5日、R and C、YRCN-11083）- 「トモダチ」（千鳥）を収録。

## ゲーム

### スマートフォン用アプリ
- 千鳥の脱出ゲームアプリ「千鳥のクセスマホ」（2018年12月28日、YOSHIMOTO KOGYO）[41]
- 対決! よしもと大運動会（2019年10月14日、よしもとゲームズ）大悟ハイエナ、ノブタヌキの声も担当[42]

## DVD
- M-1グランプリ 2003 完全版〜M-1戦士の熱き魂〜（2004年7月14日、YRBY-50017）
- 新風baseよしもと ネタトウタ2004（2004年12月15日、YRBY-50020）
- M-1グランプリ 2004 完全版〜いざ!M-1戦国時代へ“東京勢の逆襲”〜（2005年4月27日、YRBY-50025）
- 笑い飯・千鳥 大喜利ライブDVD（2005年5月25日、YRBE-60031）
- バトルオワライヤル（2005年5月25日、YRBY-50027）
- M-1グランプリ 2005 完全版〜本命なきクリスマス決戦!“新時代の幕開け”〜（2006年4月26日、YRBY-50040）
- ガチコラ（2006年7月5日、YRBY-50042）
- YAKARA!（2006年9月20日、YRBE-60034）
- baseよしもと ネタトウタ2007（2007年5月23日、YRBY-50076）
- M-1グランプリ 2007 完全版 敗者復活から頂上へ〜波乱の完全記録〜（2008年3月19日、YRBY-9003）
- 笑いの万博（2008年12月24日、YRBY-90082）
- 千鳥の白いピアノを山の頂上に運ぶDVD（2011年11月23日、YRBN-90252）
- 笑い飯・千鳥の大喜利ライブDVD2（2012年3月7日、YRBN-90359）
- いろはに千鳥（2015年1月14日 - ）

『いろはに千鳥#リリース作品』を参照。
- テレビ千鳥（2020年6月10日 - ）

『テレビ千鳥#DVD』を参照。

## 単独ライブ
- 2003年
  - 2月17日 - 「ガブンチョ1Hスペシャル 〜千鳥〜」（baseよしもと/大阪）
- 2004年
  - 6月04日 - 「うし祭り」（baseよしもと/大阪）
- 2005年
  - 4月10日 - 「ゴリラ祭り」（baseよしもと/大阪）
  - 9月15日 - 「ぞう祭り」（baseよしもと/大阪）
- 2006年
  - 7月11日 - 「ヌーヌヌー」（baseよしもと/大阪）
  - 11月20日 - 「ネビウス」（baseよしもと/大阪）
- 2007年
  - 2月15日 - 「ええ漫才ができました」（baseよしもと/大阪）
  - 5月18日 - 「ついに出来た!スーパー方言漫才」（baseよしもと/大阪）
  - 7月19日 - 「みんな見てくれ!ついに出来た!!ボケの多い漫才」（baseよしもと/大阪）
  - 11月8日 - 「よっしゃ完成や、ツッコミがスパンッスパンッ決まる漫才」 （baseよしもと/大阪）
- 2008年
  - 3月13日 - 「ポッカーン!みんなオモロイのができたで〜、なぁノブ、あぁ大悟」（baseよしもと/大阪）
  - 6月30日 - 「うめだ花月芸人としての自覚」（うめだ花月/大阪）
  - 9月11日 - 「うめだ花月芸人としての振る舞」（うめだ花月/大阪）
- 2009年
  - 2月8日 - 「千鳥4WD出発進行」（ヨシモト∞ホール大阪/大阪）
  - 4月15日 - 「千鳥漫才セレクション〜新ネタあり過去のネタあり〜」（ヨシモト∞ホール大阪/大阪）
  - 7月15日 - 「夏よりおもろい漫才ができました。」（ヨシモト∞ホール大阪/大阪）
  - 11月9日 - 「ええライブになりそうです。」（ヨシモト∞ホール大阪/大阪）
- 2010年
  - 3月26日 - 「おもれぇライブがあるんじゃね」（ヨシモト∞ホール大阪/大阪）
- 2012年
  - 「THE MANZAI前の大漫才師」
    - 10月13日 - ルミネtheよしもと/東京
    - 10月27日 - 5upよしもと/大阪
- 2013年
  - 「東京に慣れました。ええ漫才もできました。」
    - 9月30日 - ルミネtheよしもと/東京
    - 10月8日 - 5upよしもと/大阪
- 2014年
  - 「千鳥の大漫才 2014」
    - 11月3日 - なんばグランド花月/大阪
    - 11月9日 - ルミネtheよしもと/東京
- 2015年
  - 「千鳥の大漫才2015」
    - 10月25日 - なんばグランド花月/大阪
    - 10月31日 - ルミネtheよしもと/東京
- 2016年
  - 「千鳥の大漫才2016」
    - 9月23日 - なんばグランド花月/大阪
    - 9月30日 - ルミネtheよしもと/東京
- 2017年
  - 「千鳥の大漫才2017」
    - 11月5日 - よみうりホール/東京
    - 11月10日 - 新歌舞伎/大阪
- 2018年
  - 「千鳥の大漫才2018」
    - 10月11日 - 中野サンプラザ/東京
    - 11月8日 - JMSアステールプラザ]/広島
    - 11月15日 - 梅田芸術劇場メインホール/大阪
    - 11月29日 - 博多座/福岡
- 2019年
  - 「千鳥の大漫才2019」
    - 10月11日 - 福岡市民会館大ホール/福岡
    - 10月23日 - 東京エレクトロンホール宮城/仙台
    - 11月7日 - 上野学園ホール/広島
    - 11月21日 - 渋谷公会堂/東京
    - 11月28日 - 梅田芸術劇場メインホール/大阪
- 2021年
  - 11月20日 - 「千鳥が1時間新ネタだけをするLIVE」（ルミネtheよしもと/東京）